# Amnéville
Amnéville (deutsch Amenweiler, 1902–1919 und 1940–1944 Stahlheim, lothringisch Stolem) ist eine französische Stadt mit 10.853 Einwohnern (Stand 1. Januar 2022) im Département Moselle in der Region Grand Est (vor 2016 Lothringen).
Die Einwohner nennen sich Amnévillois.

## Geographie
Die Stadt liegt in Lothringen, etwa 15 Kilometer südlich von Thionville (deutsch Diedenhofen) auf der deutschen Seite der ehemaligen deutsch-französischen Sprachgrenze, die nur wenige Kilometer westlich verlief, im Tal der Orne. Der Ortsteil Malancourt La Montagne (Malandshofen) liegt zehn Kilometer westlich des Kernorts.

## Geschichte
Das Dorf gehörte früher zum Bistum Metz und wurde 1075 erstmals als Amerellivilla erwähnt, gehörte bis 1766 zum Herzogtum Lothringen und dann zu Frankreich. Die Ortschaft war aber gegen Ende des 19. Jahrhunderts nur noch Teil der kleinen Gemeinde Gandrange.
Nach dem Frieden von Frankfurt vom 10. Mai 1871 kam die Region an das deutsche Reichsland Elsaß-Lothringen und wurde dem Bezirk Lothringen zugeordnet.
Die boomende Stahlindustrie führte praktisch zu einer Neugründung des Ortes, die Rombacher Hüttenwerke errichteten 1900 auf dem Gelände eine Arbeitersiedlung, die am 15. Juni 1902 unter dem Namen Stahlheim eine selbständige Gemeinde wurde. Nach der Rückkehr des Gebietes zu Frankreich beschloss die neue Gemeindeverwaltung im Januar 1919, den Ort wieder Amnéville zu nennen. 
Nach dem Ersten Weltkrieg bestimmte der Versailler Vertrag 1919 die Abtretung der Region an Frankreich. Im Zweiten Weltkrieg war die Region von der deutschen Wehrmacht besetzt.

### Demographie
| Jahr | Einwohner | Anmerkungen    |
| ---- | --------- | -------------- |
| 1901 | 2066      | [ 2 ]          |
| 1905 | 3427      | [ 3 ]          |
| 1910 | 4194      | am 1. Dezember |

| Anzahl Einwohner seit Ende des Zweiten WeLtkriegs | Anzahl Einwohner seit Ende des Zweiten WeLtkriegs | Anzahl Einwohner seit Ende des Zweiten WeLtkriegs | Anzahl Einwohner seit Ende des Zweiten WeLtkriegs | Anzahl Einwohner seit Ende des Zweiten WeLtkriegs | Anzahl Einwohner seit Ende des Zweiten WeLtkriegs | Anzahl Einwohner seit Ende des Zweiten WeLtkriegs | Anzahl Einwohner seit Ende des Zweiten WeLtkriegs | Anzahl Einwohner seit Ende des Zweiten WeLtkriegs |
| ------------------------------------------------- | ------------------------------------------------- | ------------------------------------------------- | ------------------------------------------------- | ------------------------------------------------- | ------------------------------------------------- | ------------------------------------------------- | ------------------------------------------------- | ------------------------------------------------- |
| Jahr                                              | 1962                                              | 1968                                              | 1975                                              | 1982                                              | 1990                                              | 1999                                              | 2007                                              | 2019                                              |
| Einwohner                                         | 8149                                              | 7878                                              | 8996                                              | 8951                                              | 8926                                              | 9314                                              | 10.150                                            | 10.416                                            |

## Einrichtungen
Seit 1986 ist die Gemeinde Standort von überregional bedeutsamen Kur- und Freizeiteinrichtungen, wie z. B. den Thermalbädern Saint Eloy, Thermapolis und  Villa Pompéi, weshalb der Ort sich auch Amnéville les Thermes nennt. Im Ort gibt es eine Konzerthalle mit 12.000 Plätzen, eine Skihalle mit 650 m Piste. Der Zoo d’Amnéville liegt bereits in der Nachbargemeinde Hagondange. Ferner hat Amnéville einen 18-Loch-Golfplatz und ein Spielcasino zu bieten. Der CSO Amnéville ist in der Stadt beheimatet.
Ein Geschichtsmuseum versucht, die Geschichte der Malgré-nous nachzuzeichnen – unter Zwang in die Wehrmacht eingetretene Elsässer und Moselfranzosen, die im russischen Tambow gefangen gehalten wurden.

## Sehenswürdigkeiten

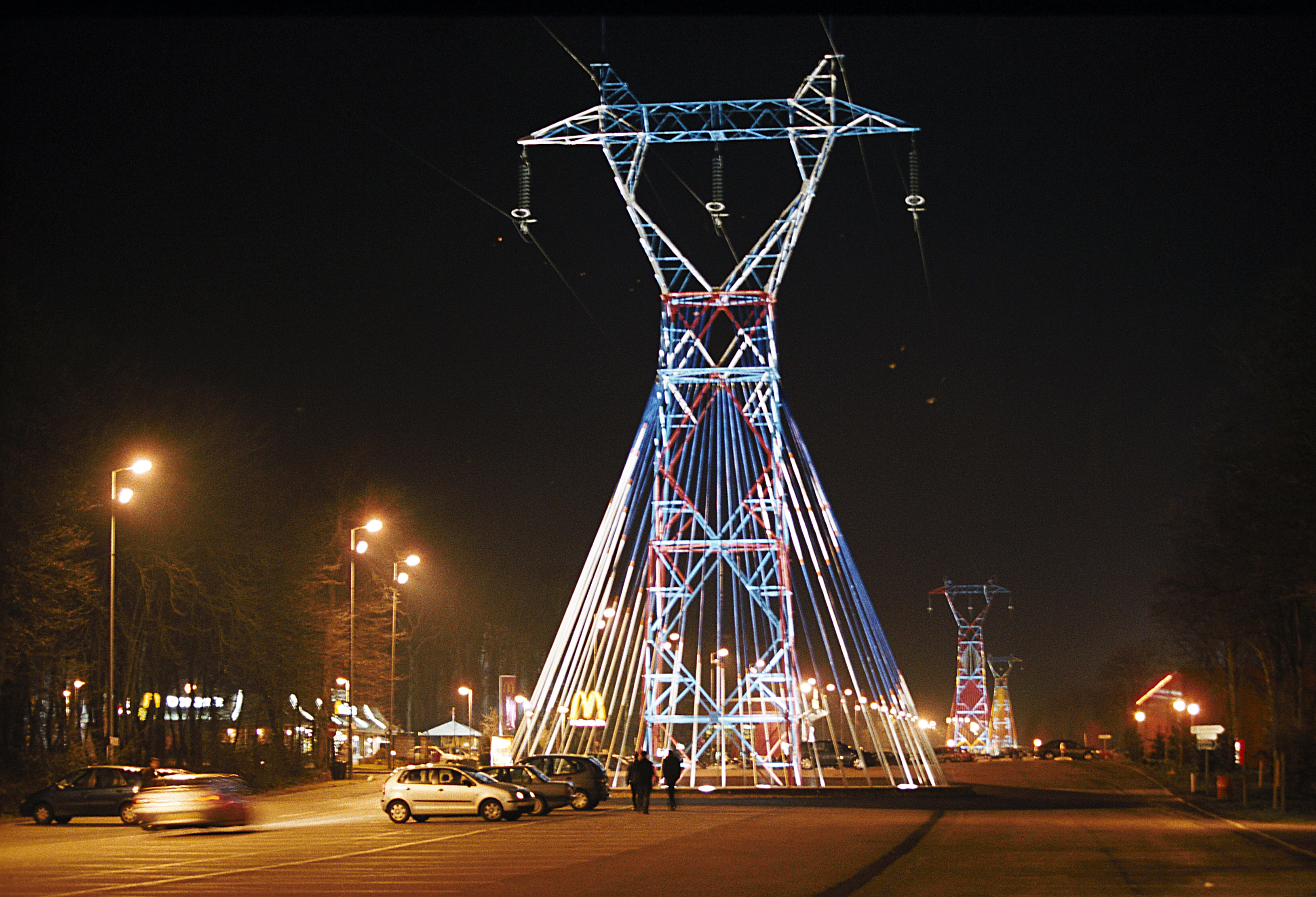
Kunstinstallation an einem von vier Hochspannungsmasten

- Source ist ein Kunstwerk auf vier Hochspannungsmasten der Stromleitung von Amnéville nach Montois.
- Kirche Saint-Joseph
- Reformierte Kirche
- Kirche Saint-Martin im Ortsteil Malancourt-la-Montagne

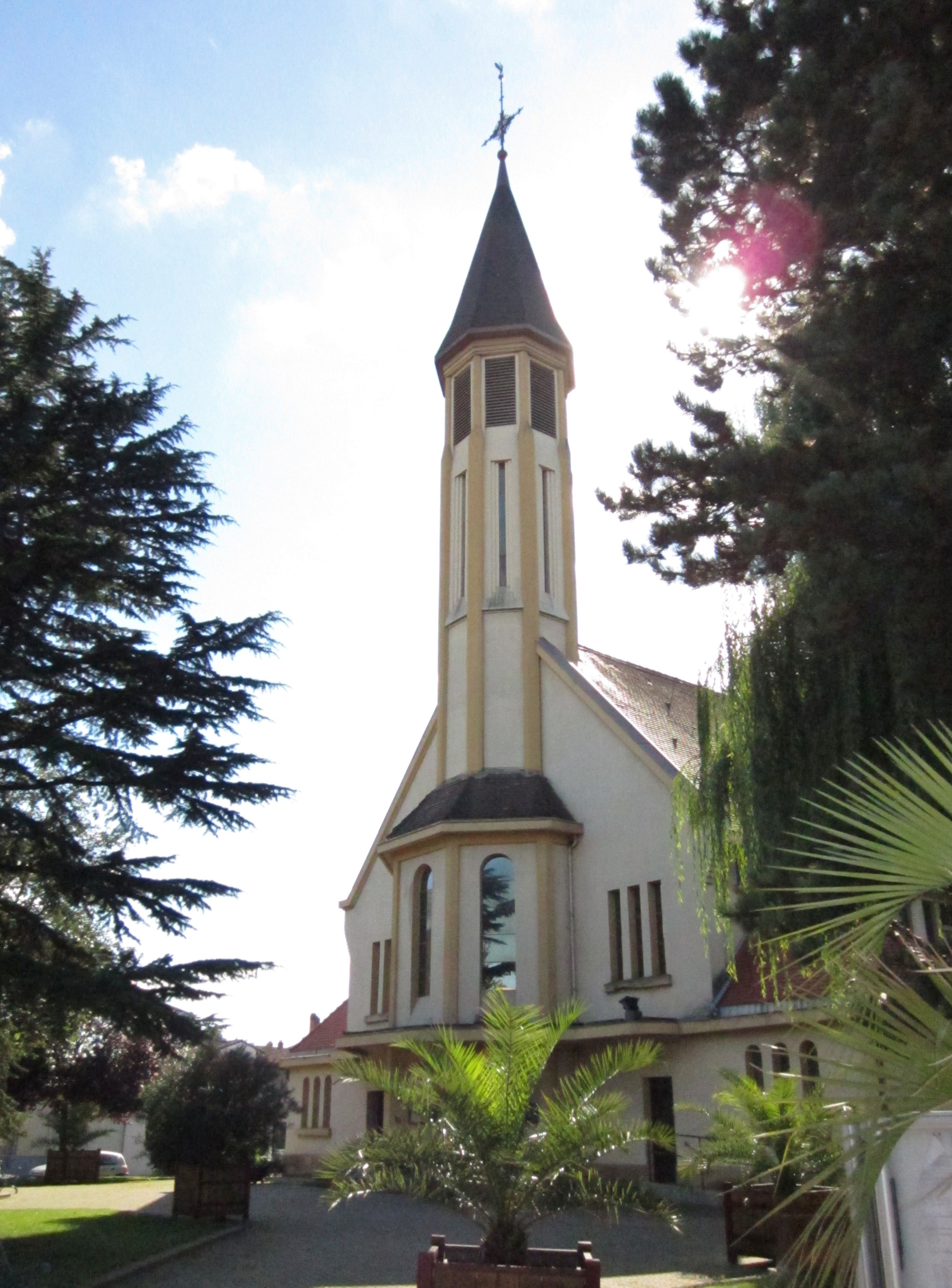
Kirche Saint-Joseph
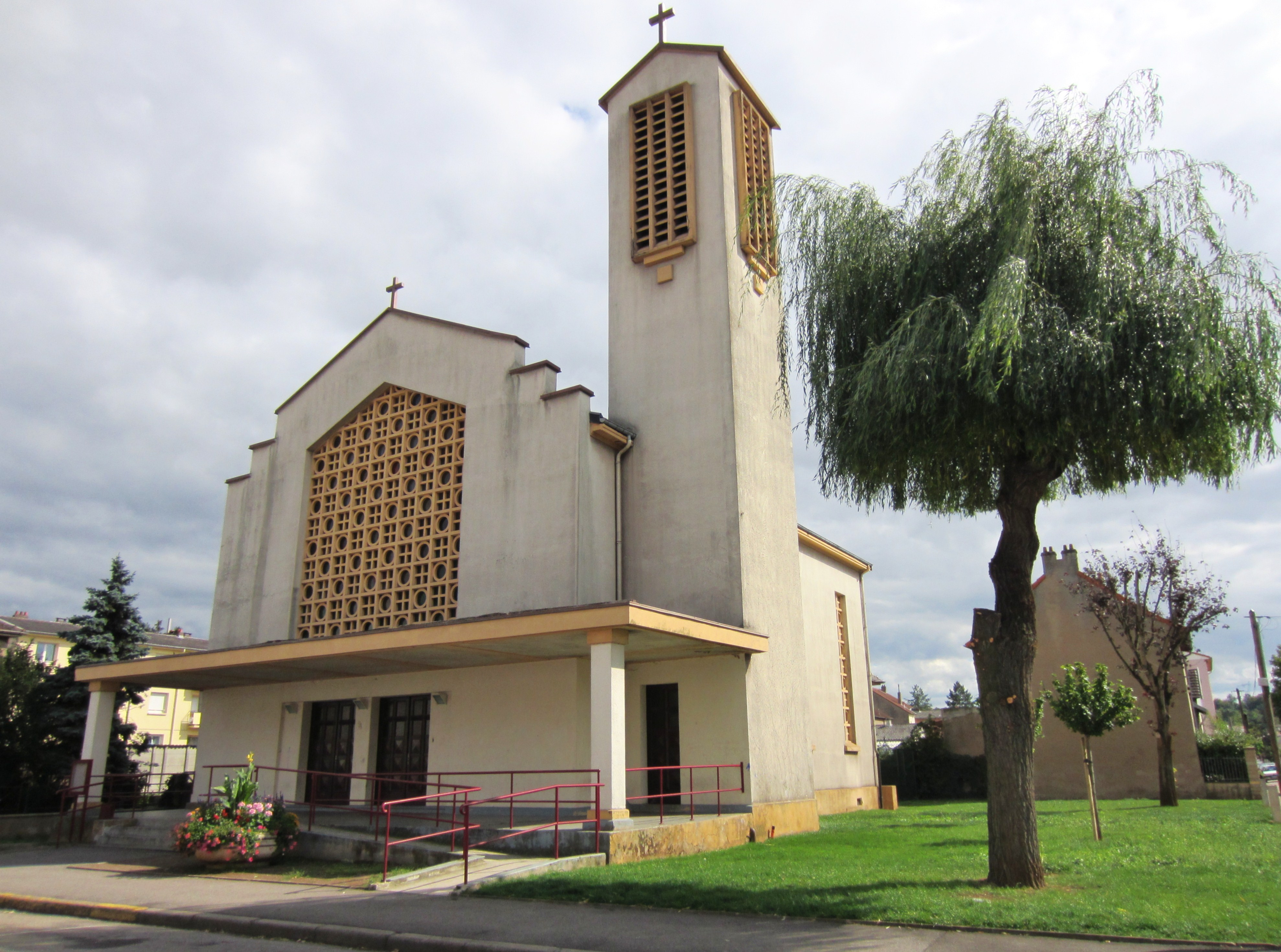
Reformierte Kirche
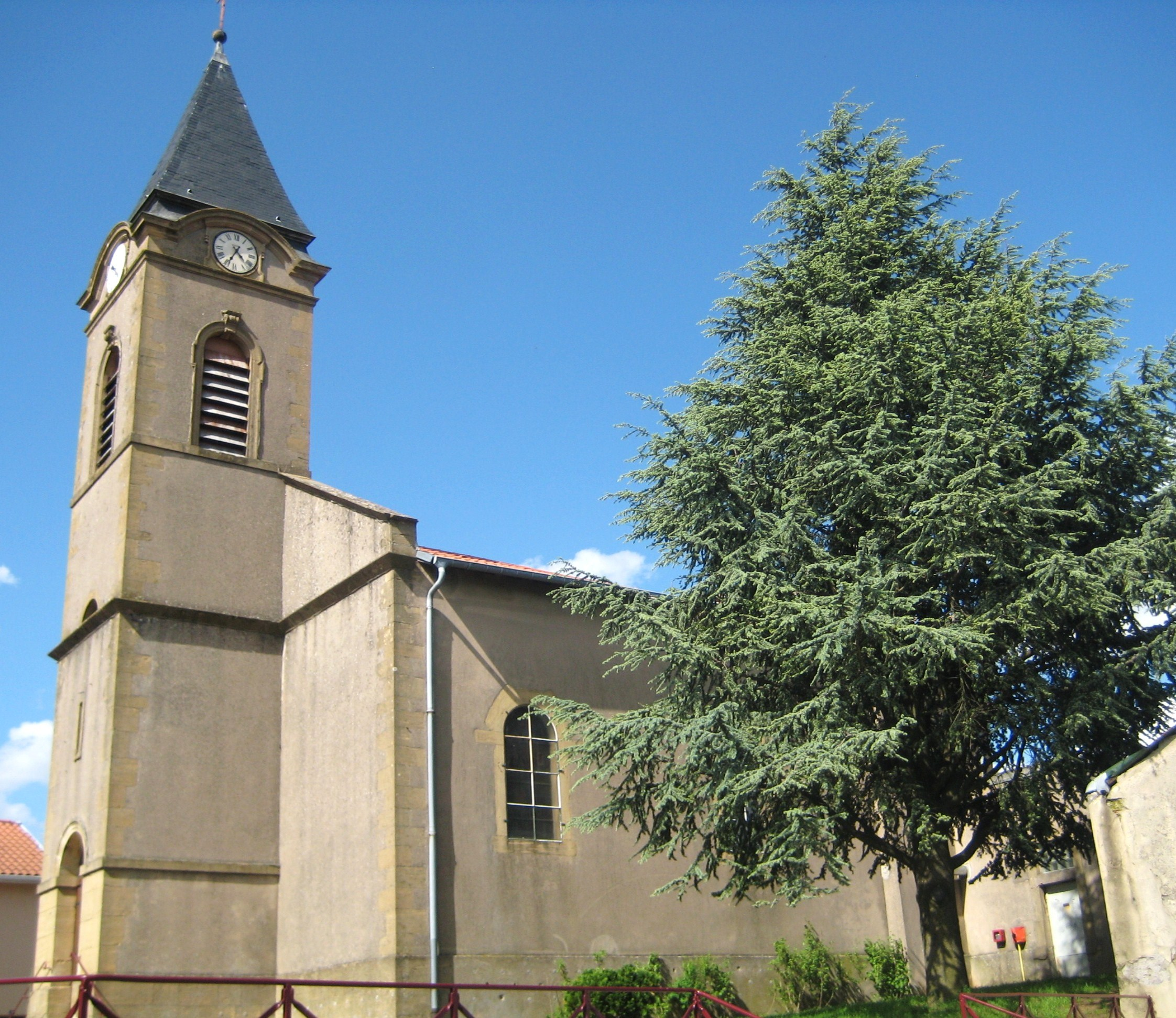
Kirche Saint-Martin
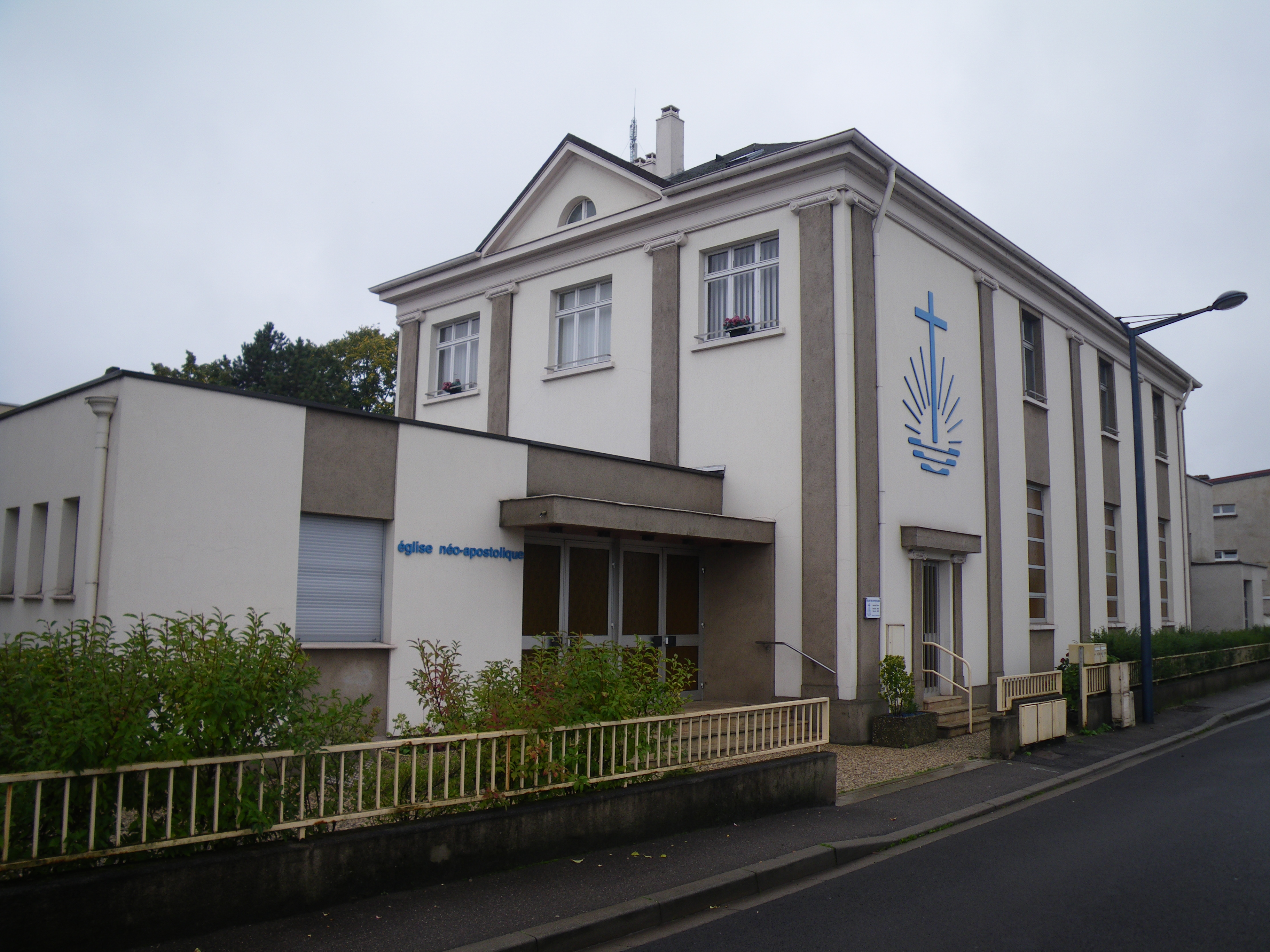
Neuapostolische Kirche
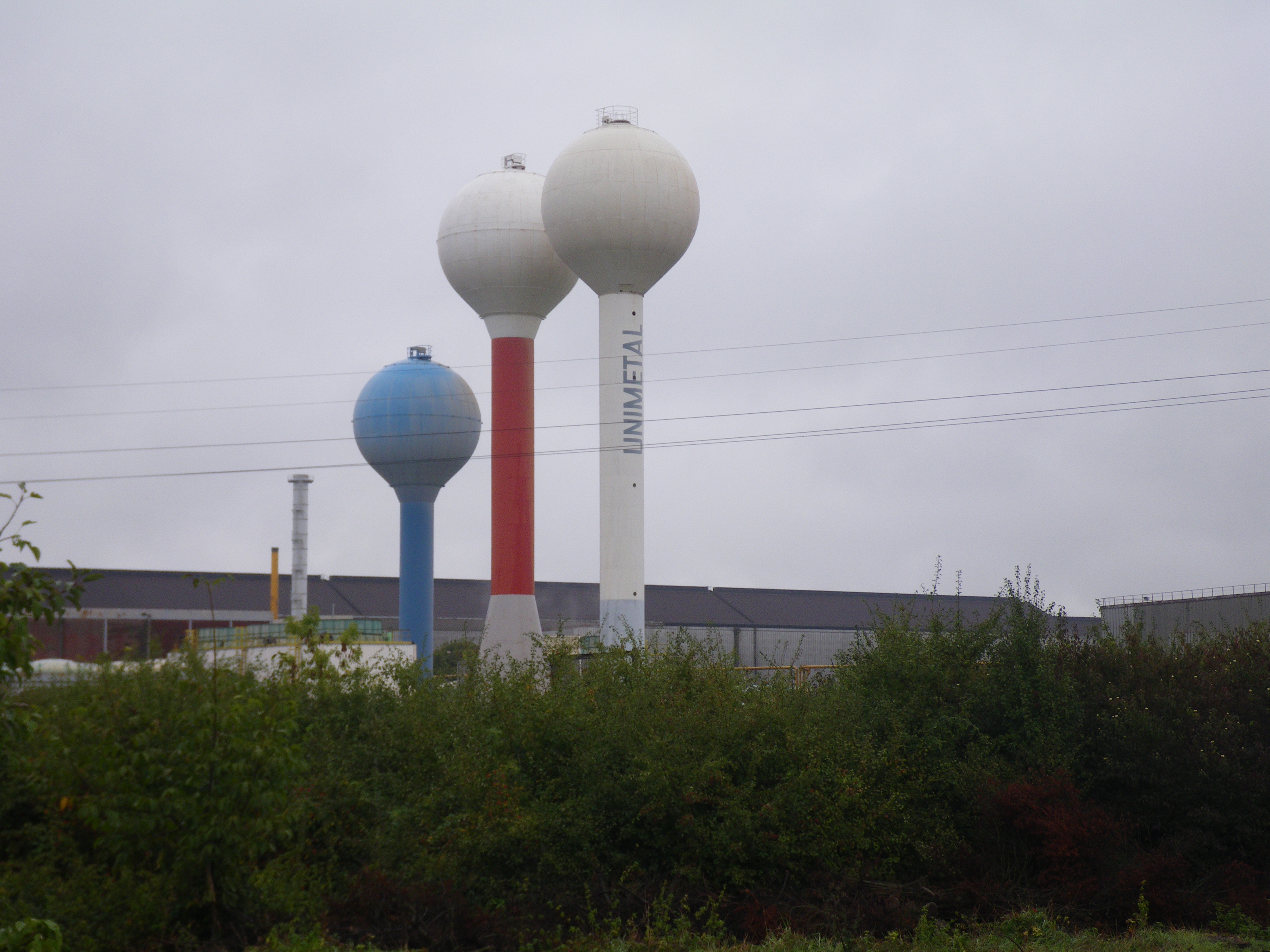
Wassertürme des Stahlwerks Amnéville

## Verkehr
Der Bahnhof Gandrange-Amnéville liegt an der Bahnstrecke Saint-Hilaire-au-Temple–Hagondange.

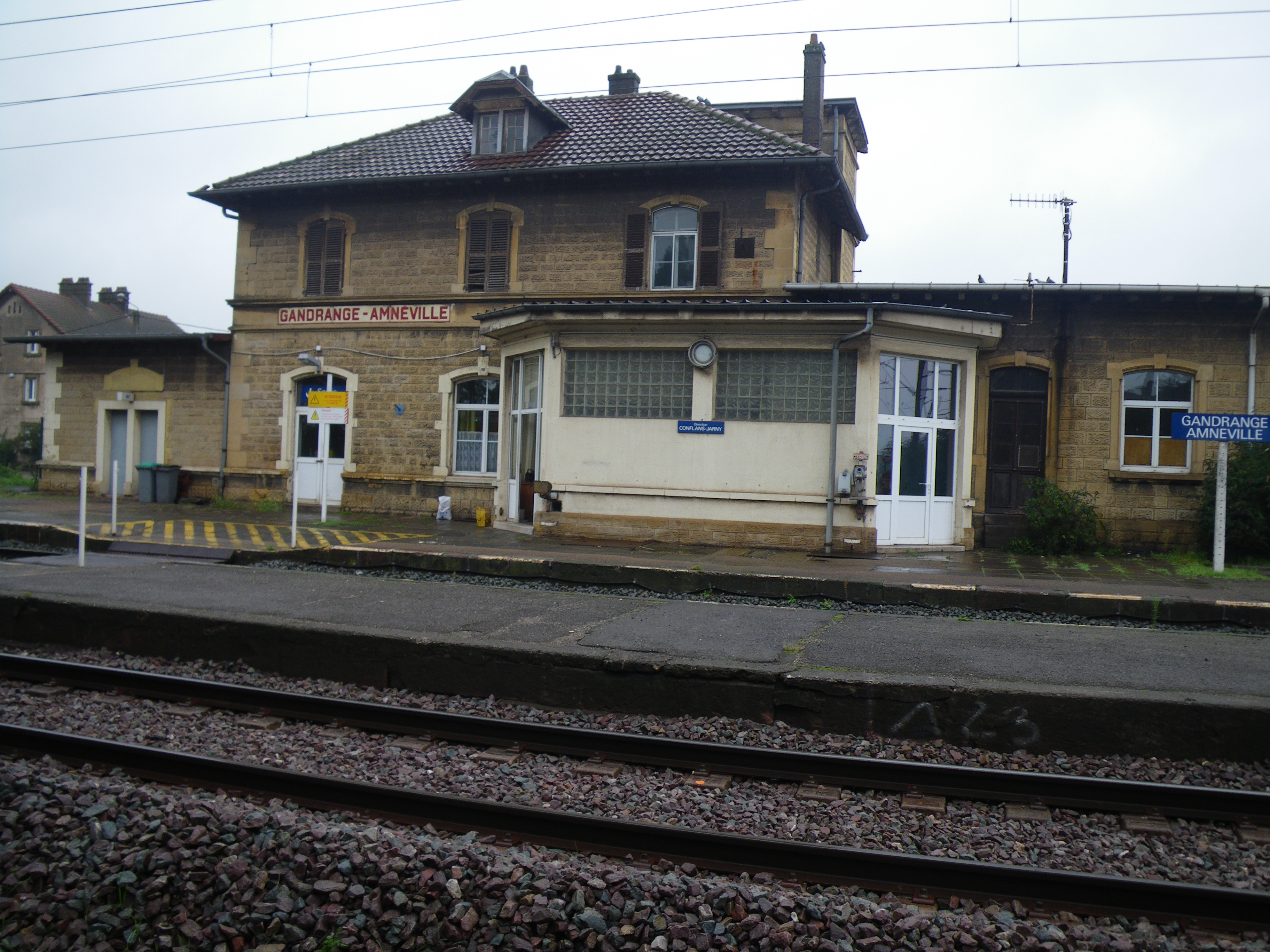
Bahnhof Gandrange-Amnéville

## Persönlichkeiten
- Eitel-Friedrich Kentrat (1906–1974), deutscher Marineoffizier, stammt aus Stahlheim
- Raymond Baratto (1934–2022), Fußballspieler
- Patrick Battiston (* 1957), Fußballspieler